# Asphyttan
Asphyttan var en kronohammare färdigbyggd år 1545 av byggmästare Markus Hammarsmed, som även blev konungens tillsynsman över kronans alla hammarbruk. Asphyttan blev den värmländska bergslagens huvudort och "Konungens fogde på Asphyttan hade uppbörd och befallning över hela Värmlandsberg". Platsen blev därför under stor del av 1500-talet östra Värmlands industriella och administrativa centrum. Brukets blomstringstid upphörde 1572 när det utarrenderades till enskild drift.  
Till en början fanns endast stångjärnssmedja men från 1560 finns redogörelser för blåsning i hyttan. Dock hör man inte talas om någon masugn vid Asphyttan. Under 1560 och 1570 talen tillverkas många redskap och verktyg av järn och det visar att Asphyttan inte bara var den första stångjärnssmedjan utan också det första gjuteriet och det första manufakturverket i Värmland.
Det fanns även planer på att anlägga ett stålbruk vid Asphyttan under början av 1600-talet. Byggherren Frantz Wernick hade enligt 1608 års räkenskaper till och med fått material levererat inför byggnadsarbetet. Det avbröts men man vet inte anledningen och 1609 låg "Asphytte hammare" öde. År 1651 bortskänktes hammaren av drottning Kristina till häradsfogden Olof Olofsson som "vederlag för dess faders i gamla tider av ödemarken upptagna Kytthytte masugn". Därmed slutar Asphytte kronobruks historia.